# (200224) 1999 TO274
(200224) 1999 TO274 es un asteroide perteneciente al cinturón de asteroides, descubierto el 6 de octubre de 1999 por el equipo del Lincoln Near-Earth Asteroid Research desde el Laboratorio Lincoln, Socorro, Nuevo México.

## Designación y nombre
Designado provisionalmente como 1999 TO274.

## Características orbitales
1999 TO274 está situado a una distancia media del Sol de 2,605 ua, pudiendo alejarse hasta 3,231 ua y acercarse hasta 1,979 ua. Su excentricidad es 0,240 y la inclinación orbital 4,513 grados. Emplea 1536,01 días en completar una órbita alrededor del Sol.

## Características físicas
La magnitud absoluta de 1999 TO274 es 16,3.